# Dienstzegel Armenwet

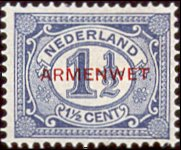
Rode opdruk Armenwet op een cijferzegel 1½ cent van het type Vürtheim, nvph D8 (zeer zeldzaam)

De Armenwetzegels waren dienstzegels bestemd voor speciaal gebruik door de Armenraden. Deze zegels werden uitgegeven op 31 januari 1913 en konden worden gebruikt tot 31 oktober 1919. Frankeerzegels uit de langlopende series - cijferzegel type Vürtheim en "Wilhelmina bontkraag" - werden voorzien van een opdruk "ARMENWET" in zwart of (alleen op de 1½ cent) in rood (zeer zeldzaam).
Het ministerie van Binnenlandse Zaken kocht de zegels van het ministerie van Waterstaat, waar de PTT toentertijd onder ressorteerde, om ze gratis aan de Armenraden ter beschikking te stellen conform artikel 12 en 57 van de Armenwet.
Voor verzamelaars waren de Armenwetzegels op het postkantoor van Haarlem te koop, maar ze mochten niet voor frankering worden gebruikt.
De Armenraden waren plaatselijke instellingen van weldadigheid, belast met de uitvoering van de Armenwet 1912, een voorloper van de Bijstandswet.
De Armenwetzegels waren bestemd voor de frankering van de correspondentie van de Armenraden, maar ook voor de frankering van een antwoordenvelop (betaald antwoord) als die door de Armenraad werd meegestuurd.
De Armenwetzegels zijn opgenomen in de NVPH-catalogus.
NB: Er zijn veel vervalsingen bekend. Een opdruk "ARMENWET" op de Wilhelmina bontkraag met wijde arcering (1922) is wel heel gemakkelijk te herkennen.